# 10-ball

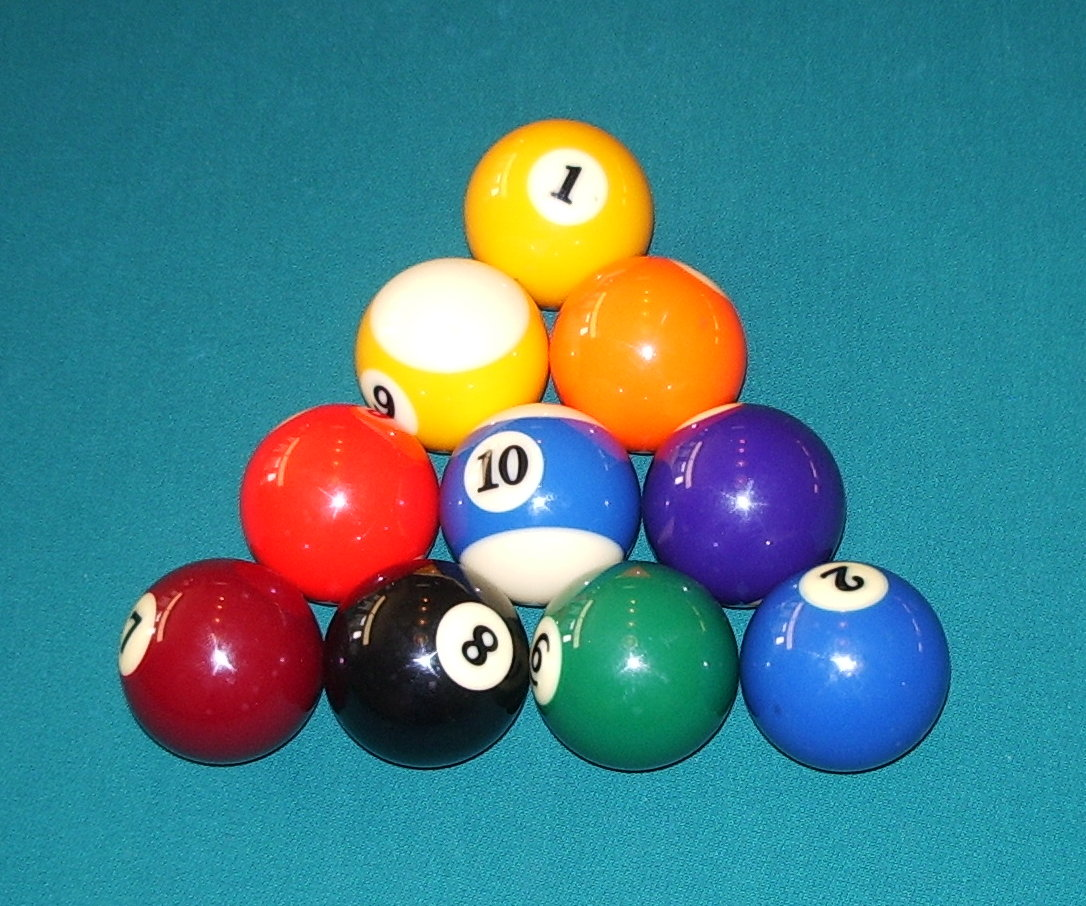
Ballen bij aanvang van het spel

10-ball is de modernste variant van het poolbiljarten. De regels zijn afkomstig van het 9-ball. Het verschil is dat het niet wordt gespeeld met 9 ballen maar met 10 ballen die bij aanvang van de partij worden opgezet op de manier van 8-ball. Het is moeilijker dan 9-ball en daarom populair bij de topspelers.
Het eerste wereldkampioenschap 10-ball werd gespeeld op 23 mei 2007 in Jacksonville en gewonnen door Shane Van Boening uit de Verenigde Staten. Het tweede wereldkampioenschap werd gespeeld van 3 t/m 5 oktober 2008 en gewonnen door de Brit Darren Appleton die in de finale de Taiwanees Wu Chia-Ching versloeg. Niels Feijen eindigde op de derde plaats door een overwinning op de Filipino Demosthenes Pulpul.
Het principe van 10-ball is vrij simpel:
10-ball gebruikt ballen 1 t/m 10. Deze worden in een driehoek opgelegd op de voetspot met de 1-ball op de kop en de 10-ball in het midden.
Het einddoel is om de 10-bal legaal te potten. De speler aan tafel dient altijd de laagstgenummerde bal op tafel te spelen. Ballen die gepot worden moeten van tevoren aangekondigd worden.